# العلاقات السويدية الصومالية
العلاقات السويدية الصومالية هي العلاقات الثنائية التي تجمع بين السويد والصومال.

## مقارنة بين البلدين
هذه مقارنة عامة ومرجعية للدولتين:
| وجه المقارنة                                              | السويد                                                                               | الصومال                        |
| --------------------------------------------------------- | ------------------------------------------------------------------------------------ | ------------------------------ |
| المساحة (كم2)                                             | 450.30 ألف                                                                           | 637.66 ألف                     |
| عدد السكان (نسمة)                                         | 10.16 مليون                                                                          | 14.74 مليون                    |
| الكثافة السكانية (ن./كم²)                                 | 22.56                                                                                | 23.12                          |
| العاصمة                                                   | ستوكهولم                                                                             | مقديشو                         |
| اللغة الرسمية                                             | اللغة السويدية، لغات السامي، اللغة الفنلندية، منكيلي، اللغة الرومنية، اللغة اليديشية | اللغة الصومالية، اللغة العربية |
| العملة                                                    | كرونة سويدية                                                                         | شلن صومالي                     |
| الناتج المحلي الإجمالي (بليون دولار)                      | 538.04 مليار                                                                         | 7.37 مليار                     |
| الناتج المحلي الإجمالي (تعادل القوة الشرائية) بليون دولار | 469.01 مليار                                                                         |                                |
| الناتج المحلي الإجمالي الاسمي للفرد دولار أمريكي          | 50.58 ألف                                                                            | 549                            |
| الناتج المحلي الإجمالي للفرد دولار أمريكي                 | 45.30 ألف                                                                            |                                |
| مؤشر التنمية البشرية                                      | 0.907                                                                                |                                |
| رمز المكالمات الدولي                                      | +46                                                                                  | +252                           |
| رمز الإنترنت                                              | .se                                                                                  | .so                            |
| المنطقة الزمنية                                           | توقيت وسط أوروبا، ت ع م+01:00، ت ع م+02:00، أوروبا/ستوكهولم ‏                         | ت ع م+03:00                    |

## مدن متوأمة
في ما يلي قائمة باتفاقيات التوأمة بين مدن سويدية وصومالية:
- ترتبط ستوكهولم مع هرجيسا باتفاقية توأمة.

## منظمات دولية مشتركة
يشترك البلدان في عضوية مجموعة من المنظمات الدولية، منها:
| علم المنظمة | اسم المنظمة                               | تاريخ انضمام السويد | تاريخ انضمام الصومال |
| ----------- | ----------------------------------------- | ------------------- | -------------------- |
|             | مؤسسة التنمية الدولية                     | 24 سبتمبر 1960      | 31 أغسطس 1962        |
|             | يونسكو                                    | 23 يناير 1950       | 15 نوفمبر 1960       |
|             | الأمم المتحدة                             | 19 نوفمبر 1946      | 20 سبتمبر 1960       |
|             | الفريق المعني برصد الأرض                  | ?                   | ?                    |
|             | الاتحاد البريدي العالمي                   | ?                   | ?                    |
|             | البنك الدولي للإنشاء والتعمير             | 31 أغسطس 1951       | 31 أغسطس 1962        |
|             | الاتحاد الدولي للاتصالات                  | 1866                | 28 سبتمبر 1962       |
|             | منظمة حظر الأسلحة الكيميائية              | ?                   | ?                    |
|             | مؤسسة التمويل الدولية                     | 20 يوليو 1956       | 31 أغسطس 1962        |
|             | المركز الدولي لتسوية المنازعات الاستشارية | 28 يناير 1967       | 30 مارس 1968         |
|             | منظمة الشرطة الجنائية الدولية             | ?                   | ?                    |
|             | البنك الإفريقي للتنمية                    | ?                   | ?                    |

## أعلام
هذه قائمة لبعض الشخصيات التي تربطها علاقات بالبلدين:
- آمون عبد الله (صحفية سويدية، 23 أكتوبر 1974 – )
- علي ياسين محمد (24 ديسمبر 1965 – )
- منى والتر (1973 – )

## وصلات خارجية
- موقع وزارة الخارجية السويدية
- موقع وزارة الخارجية الصومالية